# Nemzet
A nemzet a legelterjedtebb meghatározások közös elemei alapján: történelmileg kialakult, tartós emberi közösség, amelyet a közös nyelv, közös terület, közös gazdaság és a kultúrában megnyilvánuló közös lelki alkat tart össze. Ez az általános fogalom azonban korlátozott érvényű, számos olyan nemzet van vagy volt, amelyikre a meghatározás egy vagy több eleme nem érvényesült, mégis egyértelműen nemzetnek tekintette őket a közvélemény és a társadalomtudomány egyaránt. Ilyen például a belga nemzet, amelynek tagjai két nyelven beszélnek, az ír nemzet, amelynek nyelve az angol, vagy a román nemzet, amely 1920-ig több államban élt, illetve akár a lengyel nemzet, amelynek 1795 és 1920 között nem volt önálló állama, és természetesen a magyar nemzet, amely több államban él.
A nemzet gyakran, de nem mindig, politikai és/vagy etnikai közösség is. Amennyiben a politikai és az etnikai közösség egybeesik, nemzetállamról beszélhetünk.
A nemzetfogalom kialakulását, történelmi tartalmát és modern jelentését illetően több évszázados értelmezési és tartalmi viták folytak és folynak Magyarországon és általában szerte a világon, különösen az európai kultúrkör(ök)ben. A nemzet szó különböző nyelvi változatainak is gyakran eltérő a tartalma, különös tekintettel arra, hogy a nemzet, a nép, az állam, az ország, az etnikum fogalmak milyen mértékben fednek át vagy térnek el egymástól, ami tovább bonyolítja a fogalom értelmezését.
A nemzet fogalmával kapcsolatban a legfontosabb tudományos vita annak a létrejöttével kapcsolatos, azaz az a kérdés, hogy a nemzet már az etnikum létrejöttével, az etnogenezissel együtt kialakult, vagy csak később, és így a középkori hűbéri társadalom terméke, mint rendi nemzet, avagy nemzetnek csak az újkori polgári nemzetet tekintsük-e.
A legelfogadottabb felfogás szerint nemzet – hosszú előzmények után – a modern korban, a 18–20. században jött létre.

## A szó eredete
A magyar szó a nemz igéből ered, azaz a szaporodással függ össze, és így a nemzet tagjainak genetikai kapcsolatára utal. Eredete a középkorra tekint vissza, amikor a – forrásainkban többnyire a latin natio, nationes formjában megjelenő – kifejezés nagyjából az egy uralkodó alá tartozó, egy vallású, egy nyelven beszélő emberek összességét jelentette. A szó azonban ekkoriban jelenthetett még céhet, egyetemi közösséget is. Használatára az első adat 1315-ből származik. A nemzetre magyarul is használatos nemzetközi náció szó a középkori ófrancia nyelv nacion szavára megy vissza, ami „születést” (naissance), „származási helyet” jelent, és a maga részéről a latin natio szóból származik, aminek eredeti értelme szintén „születés”.

## Meghatározások

### Általános nemzetközi definíciós kísérletek

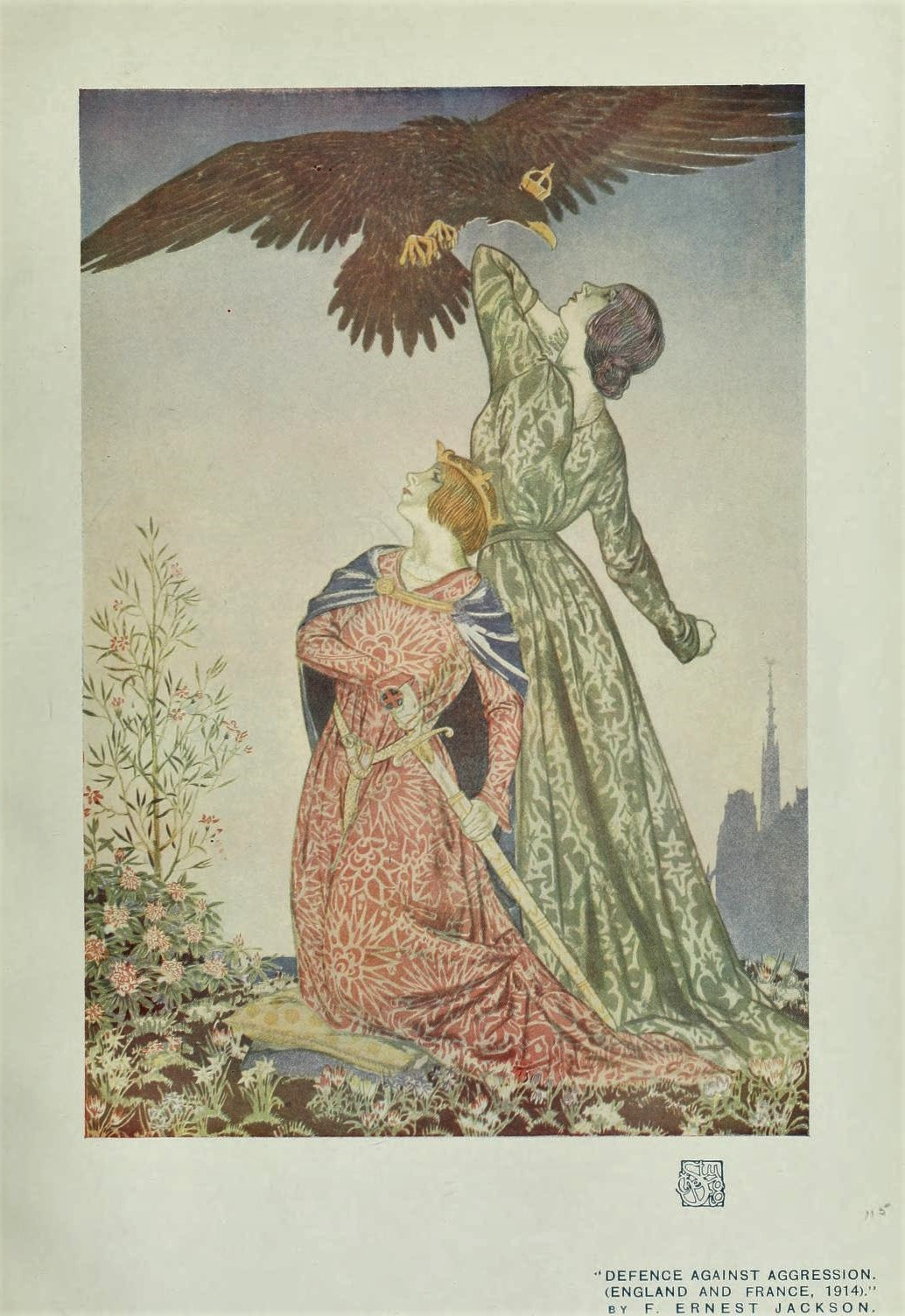
Brit allegória, a francia és az angol nemzet közösen védekezik a német nemzetet jelképező sas ellen (1917)

A mai legáltalánosabb, angol nyelvű nemzetközi meghatározások a nemzetre vonatkozóan azt emelik ki, hogy az embereknek olyan közössége, amit a közös nyelv, terület, történelem, etnikum és a közös kultúra jellemez. A nemzet politikai szervezettségében különbözik az etnikumtól. Más megfogalmazásban a nemzet intézményesített etnikai csoport.
A német nyelvbe a Nation fogalma 1400 körül került be, nép, nemzetség, klán, származás, születési közösség és hasonló értelmekben. Mai meghatározása szerint az emberek nagyobb szociális csoportja, kollektívája, melyek jellemzői a közös nyelv, hagyományok, erkölcsök, szokások, és a származás.
A francia definíciókban a nemzet és a nép fogalmai nagyon közel állnak egymáshoz, de az előbbihez hozzákapcsolódik az független állam képzete is. Azaz egy nép nemzetté formálhatja magát, és államot alapíthat.
Oroszul a nemzet (нация) fogalma alig elválasztható a nép (народ) fogalmától, általában szinonimaként kezelik, és leginkább csak az utóbbi fogalmát használják. Tartalmát abban határozzák meg, hogy egy adott állam egyenjogú polgárainak történelmileg létrejött önálló politikai közössége, amely sajátos nemzeti identitással rendelkezik.
A középkorban a Natio Hungaricának nevezett magyar nemzet jog szerinti tagja lehetett a magyar királytól nemességet kapott idegen származású személy is (olasz, német, szláv, román és mások).
Erdélyben a középkorban különleges helyzet alakult ki. Az erdélyi magyar nemesség, amelynek soraiba más etnikumú személyek is emelkedtek a nemessé válás révén, valamint a székelység és a szászság erős rendi öntudattal rendelkező társadalmi érdekközösséget alkottak. A kor szóhasználata e három erdélyi rendet „nemzet”-eknek (natio) nevezte, ami erősen különbözött a szó mai tartalmától.
A nemzet fogalmának további rendkívül különböző felfogásai léteznek az országoktól, nyelvektől, kultúráktól, tudományos irányzatoktól függően. Egyes irányzatok az etnikai jelleg fontosságát emelik ki, az etnikai nacionalizmus és a nemzetállam hívei, mások a közös kormányzat, a szociális és politikai összetartozás és a multikulturalizmus jelentőségét hangsúlyozzák. Egy következő meghatározás szerint a nemzet olyan kulturális-politikai közösség, amely fontosnak tartja a saját autonómiáját, egységét és sajátos érdekeit.

### Nemzetközi jog
A nemzetközi jog nem határozza meg a nemzet fogalmát, azonban azt általában a szuverén állam fogalmával azonosítja. A második világháború alatt a szövetséges hatalmak elfogadták Egyesült Nemzetek Nyilatkozatát. Ennek nyomán jött létre a háború után Egyesült Nemzetek Szervezete, amely magyar nevétől eltérően értelemszerűen nem nemzetek, hanem szuverén államok közössége.

### A marxizmus nemzetfogalma
Az 1990-es magyar két kötetes Akadémiai Kislexikon alapvetően még a marxizmus szóhasználatával a nemzet fogalmának következő meghatározását adja (kissé rövidítve): A nemzet az állampolgárok történelmileg kialakult etnikai közössége, melyet általában a közös nyelv, terület, gazdasági élet, sajátos kultúrában megnyilvánuló közös lelki alkat és rendszerint közös államszervezet tart össze. A nemzet szociológiai kategóriája a kapitalista viszonyok között alakult ki. Előzményét, a feudális nemzetet elsősorban rendi és vallási kötöttségek tartották össze. A nemzetté válás feltétele a független állam és a közös belső piac, ennek keretén belül alakult ki az azonos kultúrájú és egy nyelvet beszélő emberek összetartozásának tudata, a nemzeti öntudat, illetve a specifikus nemzeti sajátosságok, amelyek az anyagi és szellemi kultúrában, viselkedésben, értékrendben, magatartásban mutatkoznak meg. A nemzeti jelleg legfontosabb közvetítője a kulturális örökség.
A marxizmus szerint a nemzet tehát csak a kapitalizmus keletkezésével, a feudális széttagoltság megszűnésével jön létre. A középkori rendi nemzet csak a modern nemzet előzménye. A tőkés fejlődés eredményeképpen szélesednek ki és erősödnek meg az egyes országrészek közötti kapcsolatok, jön létre az egységes nemzeti piac, a modern nemzet alapja.

## A fogalom tudományos kutatásának eszmetörténete
A nemzet fogalmával kapcsolatos elméletek a nemzetközi szakirodalomban Anthony D. Smith nyomán három csoportba sorolhatók:
- A perennialisták a nemzetet állandó létezőknek, a történelem alaptényezőinek tekintik, az elkülönült embercsoportok első megjelenésétől kezdve.
- A modernisták szerint a nemzet egyértelműen a modern kor terméke, kialakulása szorosan összefügg a kapitalizmus térnyerésével, az iparosodással, az urbanizációval, a szekularizációval, a kötelező oktatással és a tudományok felemelkedésével.
- A szimbolikus megközelítés hívei a modern nemzet premodern szimbolikus hátterét igyekeznek feltárni a korábban létező etikai közösségekben és ezt szervesen összekötni a modern polgári nemzetek jellemzőivel. A 18. század ugyan vízválasztó a modern európai nemzetek kialakulásában, a polgári nemzetek kialakulása során azonban a múltba visszaforduló értelmiség a korábbi mítoszok, emlékek, szimbólumok és értékek alapján igyekezett a nemzet fogalmát egy tiszteletreméltóan régi, ősi előképhez kapcsolni.

### A nemzetfogalom magyarországi kutatásának története
A nemzetre vonatkozó tudományos szakirodalom a nyugati világban, elsősorban Franciaországban és Nagy-Britanniában elképesztő bőségű. Magyarországon ezzel ellentétben kevés társadalomtudós kutatta átfogó és beható módon a nemzet fogalmát, köztük csak a 20. századi Deér József és Szűcs Jenő foglalkozott rendszerteremtő módon a témával.
A tudósok elégtelen érdeklődését ellensúlyozandó a millennium idején pályázatot is írtak ki a magyar nemzet történetének, etnikai minőségének feldolgozása céljából a honfoglalástól Géza fejedelem haláláig terjedő időszakra. Ezzel kapcsolatban született meg Pauler Gyula könyve, A magyar nemzet története Szent Istvánig, a korábban megalkotott A magyar nemzet története az Árpádházi királyok alatt című munka után. Pauler már határozottan megkülönböztette a magyar államot és a nemzetet, az utóbbit tekintve az ősibb képződménynek. Ugyancsak az ezredfordulóra jelent meg a tíz kötetes A magyar nemzet története című átfogó munka, amelynek első két kötetében Marczali Henrik foglalkozott a magyar nemzet és az állam összefüggéseivel. Paulerhez hasonlóan ő is a nemzetet tekintette ősibb jelenségnek, és így a fenti osztályozás szerint a perennialisták körébe tartozott. A jogtörténettel foglalkozó Timon Ákos is hasonló nézetet vallott a nemzetet illetően.
A 20. század elején azonban Acsády Ignác A magyar birodalom története című munkájában a nemzettté válás korát már Szent István korára tette, illetve az ő tevékenységéhez kötötte, párhuzamosan az államalapítással. Az ő felfogásában tehát a nemzet már természeti fogalomból történeti képződménnyé vált. Az ősi nemzet helyébe a nép fogalma lépett, azonban ennek tartalmi meghatározása nélkül.
Hasonlóképpen a két világháború közötti nagyszabású Magyar történet című, közkeletűen Hóman–Szekfűnek nevezett összefoglaló munkában Hóman Bálint a korai történetre vonatkozóan nemzet helyett a nép, az etnosz fogalmát használja, és a nemzet megjelenését összeköti az állam létrejöttével.
Ezzel egyidejűleg, a 30-as években Deér József foglalkozott behatóan a nép és a nemzet kialakulása kérdéseivel, elsőként a magyar tudományosságban. Ő munkáiban már csak jóval az állam megszületését követően számolt a nemzet létrejöttével. Szerinte a magyarság a 13. század vége felé ébredt a maga natio mivoltának tudatára. Deér ebben a folyamatban nagy jelentőséget tulajdonít annak a 13. század második felében keletkezett, általa ismeretlen szerzőnek tulajdonított gesztának, amiről ma már tudjuk, hogy Kézai Simon alkotása, és a történeti irodalom Gesta Hunnorum et Hungarorum néven nevezi, megkülönböztetésül Anonymus gesztájától. Deér kiemeli, hogy a geszta írója ebben a régi magyar, mára elveszett Geszta dinasztikus hőskölteményét a nemzet kollektív eposzává emelte azzal, hogy a magyar történet elé egy hun történetet szerkesztett, melyben a hunokat és magyarokat önkényesen azonosította. A történet hősei itt a korábbiakkal szemben már nem az uralkodó, hanem népeik, az alattvalók közössége, közössége, amely bírákat és hadvezéreket választ, de le is teheti őket, tehát önmagát kormányozza s a vezetőknek csak a végrehajtás feladata marad. A törvényeket ebben az ősi szittya-hun-magyar államban Istenre és a nép akaratára hivatkozva fogadják el, a királyság idegen eredetű intézmény, már Attilát is „római módra” választották a hunok királlyá, Géza és István hasonlóképpen, idegen fegyverekre támaszkodva biztosította hatalmát. A Gesta Hunnorum et Hungarorum szerzője tehát szembeállítja az eszményi, ősi államot a bukását előidéző tényezőkkel, az idegenekkel és a kereszténységgel. Az idegenek által háttérbe szorított közösség, kommunitás, melynek világos népfölségi színezete van, adja meg a 13. századi történetíró tanainak korszerűségét, jelentőségét, társadalompolitikai aktualitását. A „szentkirály” hagyomány helyébe, mellé népfelségi tendenciák, társadalmi követelések, maga a nemzet lép.
Deér rámutatott arra is, hogy késő középkori törvényeink különbséget tesznek a magyarság és Magyarország lakói között. II. Ulászló trónra lépésekor (1490) kötelezte magát arra, hogy egyházi javadalmakat idegeneknek nem juttat, „hanem csakis magyaroknak és olyanoknak, akik régtől fogva a korona alattvalói”. Ez utóbbiba persze még beleértendők a magyar nemességet szerzett nem-magyar származású egyének is. Az 1523. évi törvények is megkülönböztetik a magyarokat azon nemzetbéliektől, kik a Szent Koronának vannak alávetve, s akik a hivatalok és méltóságok betöltésénél egyenlő elbírálás alá esnek. Törvényeink többször beszélnek ruténekről, oláhokról és szlávokról, jeléül annak, hogy ezeket nem számították a magyar natióhoz, mely így szűkebb keret volt az országlakók összességénél. A magyar nemzethez tartozás tehát világosan etnikai jellegű volt. Sőt, a magyar köznemesség lett az idegenellenesség fő képviselője Magyarországon a 15–16. században, elsősorban a hivatalok megszerzésében a külföldről származók személyében megjelenő konkurencia miatt.
A magyar nemzet kifejezést nem korlátozták egyetlen rendre, a nemességre. Az 1525-iki 2. § szerint hivatalt az országban csak a magyar nemzethez tartozó nemes emberek viselhettek (Hungarae nationis homines, nobili de prosapia propagati), tehát a nemzeti és a rendi kritériumot határozottan megkülönböztették. Bizonyítéka ennek Werbőczy Hármaskönyve is, ahol a különböző natiókhoz tartozó jobbágyokról, magyarokról, oláhokról, szlávokról van szó (III. 26), mely utóbbiak így tehát szintén natiókat alkottak, akárcsak a magyarság. A magyar középkor vége felé tehát a natio, a nemzet fogalma a nyelvre alapozódott.

Deér szerint:

„Ez a XV. század végén már elméletileg készen álló, sőt közvéleménynek tekinthető nemzeti öntudat két ellentétes, de végeredményben egymást kiegészítő elemből, egy történeti és egy hivatástudatból tevődik össze. A magyarság, mely a XIII. század vége óta a maga náció-mivoltának tudatára ébred, két évszázad leforgása alatt eljut odáig, hogy ezt az érzelmi keretet határozott tartalommal töltse ki: származására visszapillantva felismerje nemzeti létének és jellemének azokat a vonásait, melyek őt a világ minden egyéb nációjától elválasztják, ugyanakkor azonban oly célokat tűzzön maga elé, melyek helyét és rendeltetését a keresztény népek közösségében kijelölik. A késő középkori magyar tudatban tehát a merev népi elkülönülés és az emberi szolidaritás ellenséges erői békülnek össze, azok az erők, melyek a nemzeti individualizmus és a keresztény univerzalizmus alakzataiban ugyanakkor az egész európai szellemben összemérik erejüket.”

 A magyarság történeti tudata itt a hun–magyar leszármazástudatot jelöli, míg a hivatástudat a latinkeresztény (nyugati keresztény) hagyományú népek határán, de azok közösségében a krisztusi örökség védelme a keletről és délről jövő külső fenyegetéstől (tatár, török stb.). Ennek érett kifejezése a Kereszténység védőbástyája koncepció, mely egybecsengvén a magyar nemzetre jellemző hagyományosan erős katonai szellemmel, kedvező fogadtatásra lelt a magyarok szívében. Ezen eszme már IV. Béla király IV. Ince pápának írt levelében megmutatkozik.

„Minden együtt van ebben a levélben, amit magyar király országa sorsáról csak elmondhatott: a keresztény, sőt európai egység hite, ezen egységbetartozás szenvedélyes vállalása, annak világos tudata, hogy helyzeténél fogva ennek az országnak védelme egyet jelent sz egész kereszténység oltalmazásával és éppen ezért egyetemes keresztény, egyetemes európai feladat. Megszólal benne a magyar magánosság szólama is: az európai-keresztény érdek szolgálata szép szavakon kívül legföljebb gáncsra számíthat a közvetlen szomszédok részéről. Ha ezt a gondolatmenetet összehasonlítjuk mindazoknak megnyilatkozásaival, akik a későbbi századok folyamán a török nyomás alatt vergődő magyarság európai helyzetét jellemezték, Hunyadi Jánostól Mátyáson keresztül egészen a mohácsi síkra induló II. Lajosig, akkor a szemlélet és felfogás teljes egyezését kell megállapítanunk.”

#### A második világháború után
A kommunista hatalomátvétel, a szovjet típusú berendezkedés Magyarországon a történelmi materializmus ideológiáját tette uralkodóvá. Ebben a keretben Molnár Erik foglalkozott a nemzet fogalmával, aki már a háború előtt is könyveket szentelt a magyar középkor kutatásának. Molnár Erik a marxizmus tételeinek megfelelően a nemzet fogalmát is alárendelte az osztályelméletnek, de ezen kívül a nemzetfogalmat nagyban Deér József nézeteihez hasonlóan tárgyalta. Egyetértett vele abban, hogy a 11–12. századig a magyar társadalom ideológiája kizárólag a keresztény valláson alapult, csak a 13. század második felében kapott új tartalmat a haza, a nemzet fogalma. Ennek társadalmi alapja a nemesség megszerveződése volt.

„A nemesi közösség... a haza fogalmát saját eszmei jelépévé alakította át, a nemesi osztályközösség... a haza alakjában jelent meg”

Molnár Erik szerint tehát a 13. század második felétől kialakult nemzetfogalom a magyar etnikumú nemességet foglalta magába, Kézai Simon az ő eredetüket vezette vissza a hunokra. A nemesek és jobbágyok közös hazájának gondolata csak a 15. században, Vitéz János fordult elő először.
A 60-as években Molnár Erik szélesebb körű tudományos vitát kezdeményezett a nemzet fogalmáról, ennek során bontakozott ki Szűcs Jenő ilyen irányú tevékenysége, aki elsőként alkotott koherens rendszert a magyar tudományosságban a nemzettel és annak középkori vonatkozásaival kapcsolatban.
Szűcs Jenő az Anthony D. Smith által modernistának nevezett irányzat híve volt, azaz a nemzet kialakulását a modern korra tette, ezzel megfelelt a marxizmus klasszikusai állásontjának is. A középkorban csak annak előzményeiről lehet beszélni álláspontja szerint: hivatkozza 

„a nemzetet a humanizmus kori kezdetek után a 18. századi európai felvilágosodás tette meg a történelem immanens térnyezőjévé”

továbbá: hivatkozza 

„A modern nemzetek sok évszázados előzményekből nőttek ki ugyan, de nem a történeti előzmények és előfeltételek egyszerű folytatása, mintegy összegzése és kiteljesedése, hanem egyszersmind azok meghaladása révén, mint a történelem sajátosan újszerű képletei.”

Szűcs Jenő után Perényi József történész foglalkozott átfogó módon – ha Szűcshöz nem is hasonlítható méretekben – a nemzet problematikájával a magyar történelemben. Ő a Smith által szimbolistának nevezett irányzat híve volt, azaz számolt a modern nemzet premodern gyökereivel, és a különbségek helyett a folyamatosságra helyezte a hangsúlyt. Az ő véleménye szerint a magyar nemzeti öntudata a 10. században kezdett kialakulni, amikorra a honfoglaló törzsek törzsi öntudata a széttelepítésük miatt elhalványult, kihalt, és helyébe a vezető törzs kollektív tudata lépett.
Perényi rámutat arra, hogy a középkori nemzetfogalom gyakran nem foglalta magába a jobbágyságot, hanem kizárólag a nemességet. Ez a felosztás Kézaitól ered, aki a magyarságot egészében (valószínűleg az ő korában létező nemzetségek számbavételével) 108 honfoglalás kori nemzetségre vezette vissza. A jobbágyság túlnyomó része szerinte nem volt magyar etnikumú, vagy akik igen, azok bűneik miatt süllyedtek szolgasorba. Kézai felfogása századokon át volt alkotórésze a magyar nemesi öntudatnak. hivatkozza 
Kristó Gyula a magyar nemzetfogalom eredetét a 13. századra tette. Ez természetesen szerinte sem azonos a modern nemzetfogalommal, de mindkettő tudati és érzelmi alapon hozta létre az összetartozás érzését nagy létszámú embercsoportok között. A nemzet fogalmának kialakulását a szélesebb körű európai nemzetközi kapcsolatok 12. századi megjelenésével (keresztes hadjáratok, zarándokutak, nagy egyetemek nemzetközi diáksággal) hozta összefüggésbe. Számos európai nemzet kialakulása kezdődött meg ebben az időszakban, az élenjáró a francia volt. A folyamat része volt az adott nemzet dicső múltját bizonyító kép, a történeti tradíció kimunkálása, az egybetartozás érzetét erősítő állami keretek megszilárdítása, valamint a szülőföld iránti szeretet ősi érzésének átvitele az akkoriban frissen megszületett haza fogalmára.
A nemzet fogalma ősi emberi érzelmi és tudati jelenségekre épül, de korábbi magyarországi előzményei nincsenek. A nomád magyarság és a korai keresztény felfogás egyaránt birodalmi-állami keretekben gondolkodott, magyarnak, „sajátnak” tekintve mindazt a népességet, ami a nomád állam vagy az újonnan alapított Magyar Királyság alattvalója volt.
A nemzet fogalmának megjelenése Magyarországon is nagyban a külföldi egyetemeken tanult magyarok tevékenységéhez köthető. Az első közülük Kristó szerint az elveszett keresztény magyarok gesztájának ismeretlen szerzője volt, aki a nyugati egyetemeken kialakult minta alapján bevezette Magyarországon az idegenellenesség akkori „korszerű” formáját. Utána Anonymus következett, aki a pogány magyarok gesztáját írta meg és irodalmi formában megteremtette a nemzetfogalomhoz elengedhetetlenül szükséges dicső múlt történetét, egyértelműen államnemzeti koncepció keretében, hiszen a királyság minden lojális alattvalója magyarnak számított. A folyamatot – Kristó szerint – Kézai Simon teljesítette be, (akinél egyébként elsőnek jelent meg a natio szó). Kézai gesztájában, amiben a „dicső múltat” is messze kibővítette a hun-magyar azonosság gondolatával, nem az állami keretekre, hanem a közös nyelvre, sőt a közös „fajra” helyezte a hangsúlyt: a magyar nemzet, a „Natio Hungarica” fogalmát a közös eredetű és egységesen magyar nyelvű népesség számára tartotta fenn. Ettől kezdve a magyar köztudatban a fogalomnak ez az értelmezése vált uralkodóvá, meghatározóvá.

#### A rendszerváltás utáni kutatómunka
A modern magyar nemzetfogalom kialakulásának összefoglaló kifejtését legutóbb Katus László történész végezte el. Eszerint a modern magyar nemzetfogalom a 19. században jött létre. Ezt megelőzően, a 18. századig a Kárpát-medence különböző nyelvű és eredetű népei közötti összetartozási tudat a natio Hungarica, a magyar rendi nemzet fogalmában jelent meg. Ennek a politikai jogokkal egyedül rendelkező rendi nemzetnek egyenjogú tagja volt a szlovák, román vagy horvát nemzetiségű nemes is, akkor is, ha nem tudott magyarul. Ezt lehetővé tette az is, hogy az államélet hivatalos nyelve a latin volt, a társadalmi élet egyéb fórumain pedig a vegyes lakosságú területeken a többnyelvűség érvényesült.
A 19. század elejétől megjelent a modern, a nyelvi nacionalizmus, nemzeti érzés, ami a kisebbségek körében meggyengítette a közös haza iránti lojalitást. Ezek a modern, nyelvi nemzettudatok fokozatosan szembeállították egymással az ország népeit. Az ekkoriban érvényre jutó etnikai-nyelvi nacionalizmus a nemzetet visszamenőleg is az államtól független, ősi, elsődleges természeti képződményként fogta fel, aminek meghatározó jegye a nyelv, az etnikum, a népi hagyomány, a „népszellem” (Herder).
A magyarok ebben a korban, amikor már relatív kisebbségbe kerültek az országban, történelmi alapon az államnemzet fogalmához ragaszkodtak, mivel úgy érezték, hogy csak ilyen módon őrizhető meg az ország egysége és a magyarok vezető szerepe. A korabeli magyar liberális elit, Kossuth, Wesselényi és mások határozottan leszögezték, hogy a magyaron kívül más nemzet létezését nem ismerhetik el az országban, és közélet nyelve csak a magyar lehet.

## A modern nemzetfogalom és kialakulása

### Államnemzet
A nemzet modern fogalma a felvilágosodás idejére alakult ki. Az új szemlélet meghatározását először a Diderot és d’Alembert szerkesztette Nagy Encyclopedia tartalmazza. Szekfű Gyula szavaival:
„Nemzet nem egyéb, mint egy kormány alatt, ugyanazon állami határokon belül élő emberek összessége; az állami terület a primér, s belőle vezetendő le a nemzet és nyelv területe. Ameddig terjed az államhatár, addig nyúlik a nemzet és nyelv is; az állam prepotenciája oly nagy, hogy a nemzetnek még azon jogát is elveszi, hogy egységes államban tájszólások szerint differenciálja önnyelvét. Az Encyclopédie szerzőire itt a Richelieu-től inaugurált francia nyelvi és állami egység hatott, ennek mintájára követelik – más lehetőség eszükbe sem jut -, hogy állami egységnek tökéletes nyelvi egység feleljen meg.”

Az esetleges etnikai és nyelvi különállás ezen a területen nem játszott szerepet. (Például a bretonok papíron franciákká, az andalúziaiak pedig papíron spanyolokká váltak.) Hasonló folyamat ment végbe – inkább több, mint kevesebb sikerrel – Nyugat-Európa több országában: a korábban stabilizálódott államkereteket megszüntette az egységes nemzetté válás. Így kialakult az államnemzet liberális felfogása, amely egy nemzet tagjának tekinti az egy országban élő embereket, és amely Nyugat-Európában – kivételekkel – máig uralkodó.
A kivételek közé tartoztak egyfelől például a katalánok és a baszkok, akik az egységes Spanyolország létrejötte, majd az egységes spanyol nemzet kialakulása után is megtartották különállásuk tudatát. (De például egy szakíró megjegyzése szerint a katalánok 99%-a külföldön spanyol, otthon katalán nemzetiségűnek mondja magát.) Nagy-Britanniában a walesiek és skótok ápolnak hasonló önálló azonosságtudatot (identitást).
Másfelől például az Északi-tenger és az Odera közötti síkságon élő germán törzsekből kialakult németség – annak ellenére, hogy széttagoltan, több száz kisebb-nagyobb fejedelemségben és királyságban élt – megtartotta egy bizonyos mértékig azonosságának tudatát (részben a virtuálisan a 19. századig létező Német-római Birodalom kereteinek köszönhetően). Ebben az időszakban fontos volt, hogy valaki szász, sváb, bajor, brandenburgi (porosz), württembergi stb. népcsoportba tartozott. Ezen azonosságtudat a 19. század elején megerősödött és elsődlegessé vált, amivel létrejöhetett a mai német nemzet, a területi elkülönültség ellenére is. Hasonlóan megmaradt az itáliaiak nemzettudata is. A mai nemzeti tudat kialakulásával aztán mindkét esetben erős politikai egységmozgalom is kialakult, amely a 19. század második felében eredményre is vezetett.
De a németségből kiváltak például a hollandok, akik a 17. századtól saját államuk keretei között az önálló nemzetté válás útjára léptek, majd sajátos történelmi okok folytán a 19. század közepén a luxemburgiak, majd (ez már a 20. századra tehető) az osztrákok. A holland nyelven beszélő flamandokból és a franciául beszélő vallonokból pedig a 19. századra kialakult Belgium, amely egy kétnyelvű és kéthagyományú ország, „belga nemzet” nem létezik.

### Kultúrnemzet
Közép- és Kelet-Európában azonban nagyobb méretű, eltérő történelmi múltú területeket, etnikumokat, nyelveket, kultúrákat magukba foglaló, birodalmi jellegű államok (Habsburg Birodalom, Oszmán Birodalom és Orosz Birodalom) a többféle nép miatt nem maradhattak fenn hosszú távon, a kialakuló népek túl sokan voltak egy államban. Így egy államban több – eltérő fejlődési fokon álló, s helyenként eltérő társadalmi szerkezetű – nemzet alakult ki, amelyek egyes területeken még egymással szemben állva is éltek. Ezek az etnikai, vérbeli, történelmi jegyek alapján teremtették meg saját identitásukat. Így kialakult a kultúrnemzet felfogása, amely szerint nem az állami lét határozza meg a nemzeti hovatartozást. Közép- és Kelet-Európában ez az uralkodó, bár mindig voltak (és vannak), akik használják az államnemzet fogalmát.

### Az államnemzeti és kultúrnemzeti elkülönítés kritikája
Több szerző is felhívta a figyelmet, hogy a két nemzettípus dichotóm felfogása félrevezető is lehet, ugyanis éppen a sokat idézett német–francia példa tüzetesebb vizsgálata mutatja, hogy a francia nacionalizmus sem mentes az etnikai tényezőtől – gondoljunk csak a Dreyfus-ügyre –, míg a hegeli hagyomány éppenséggel az államot helyezi középpontba.

### Nemzetek a 21. században
Már a francia forradalom után kialakult, és a világ több földrészén, több államában elterjedt a „nemzet” (nation, нация) szó ’politikai nemzet’ értelemben való kizárólagos használata. Nyilvánvaló, hogy a többnemzetiségű államok – Amerikai Egyesült Államok, Belgium, Oroszország, Svájc stb. – nem tarthatják fenn a kultúrnemzet (egynyelvű, egyetnikumú nemzet) definícióját, és a kisebbségi etnikumoknak a nemzethez tartozása más államokban sem kérdőjelezhető meg (a magyar kisebbségi törvény szerint a magyarországi etnikai kisebbségek „nemzetalkotó tényezők”). Franciaországban hagyományosan „franciának” nevezik a köztársaság honpolgárait – akkor is, ha például marokkói származású, arab anyanyelvű muzulmánok –, míg a francia nyelvű svájciak vagy belgiumi vallonok: svájciak, illetve vallonok.
Az egyesülő Európában a radikális, EU-szkeptikus jobboldal ugyan „nemzetek Európájáról” beszél, a nemzet szó azonban itt is, mint minden hivatalos szóhasználatban – például a személyes iratokban, útlevelekben – ’ország’ jelentésben szerepel. Vagyis a nemzet politikai nemzetet jelent, az országlakosok közösségét, míg az egykori „kultúrnemzet” neve: etnikum.

### Hans Kohn nyugati és nem nyugati típusú nacionalizmus-felfogása
Hans Kohn keleti és nyugati típusra osztotta a nemzetfogalmakat, illetve nacionalizmusokat. A nyugati nacionalizmus – Elbától nyugatra fekvő nemzetek esetében – a felvilágosodás és racionalizmus talaján áll. Fő letéteményese a burzsoázia. A pluralizmus, az emberi jogok és a demokrácia iránti törekvés e típus alapvető tulajdonsága, csakúgy mint a realizmus. A fő célt az integráció és a racionalizáció jelenti. A nem nyugati nacionalizmus a tömegekre támaszkodó arisztokrácia irányítása alatt áll. A nacionalizmus nem jelent szabadságot, a fő kötelesség az állam szolgálata. Az egykori dicső múlt mítosza és a távoli jövőbe vetett hit jelenti a fő tematikát, nem a gyakorlati problémák. Éppen ezért hajlamos a keleti nacionalizmus a túlzott önbizalomra és agresszivitásra.

## A mai magyar nemzetfogalom
A föntebb részletesen tárgyalt középkori magyar nemzetfogalom számos eleme a mai magyar nemzetfogalomban is megtalálható.
- Az etnikai tényező: a magyar különböző kategória a többi nemzettől.
- A magyar nemzet tagjának lenni nem osztály- vagy vagyoni állapot függvénye.
- A magyar nyelven beszélni tudás megléte kötelező, vagy legalábbis erősen kívánatos.

Ilyen értelemben természetesen folytonosság (kontinuitás) figyelhető meg a középkori, a 19. századi, vagy akár a szocialista és a mai nemzetfogalom között. A különbségek ezeken az elemeken túlmenően jelentkeznek.
A rendszerváltás után Magyarországon a szocialista rendszerrel való szakítás jegyében a „népi” szó helyén előtérbe került a „nemzeti” szó használata, mint a nemzetgazdaság a népgazdaság helyett, Népsport helyett Nemzeti Sport. Különösen felerősödött ez a folyamat a Nemzeti Együttműködés Rendszere kikiáltása után, amikor olyan, sokak által túlzásnak tartott átnevezésekre került sor, mint a dohánybolt helyett Nemzeti dohánybolt és hasonlók.

## Nemzettudat, etnocentrizmus, idegenellenesség, sztereotípiák

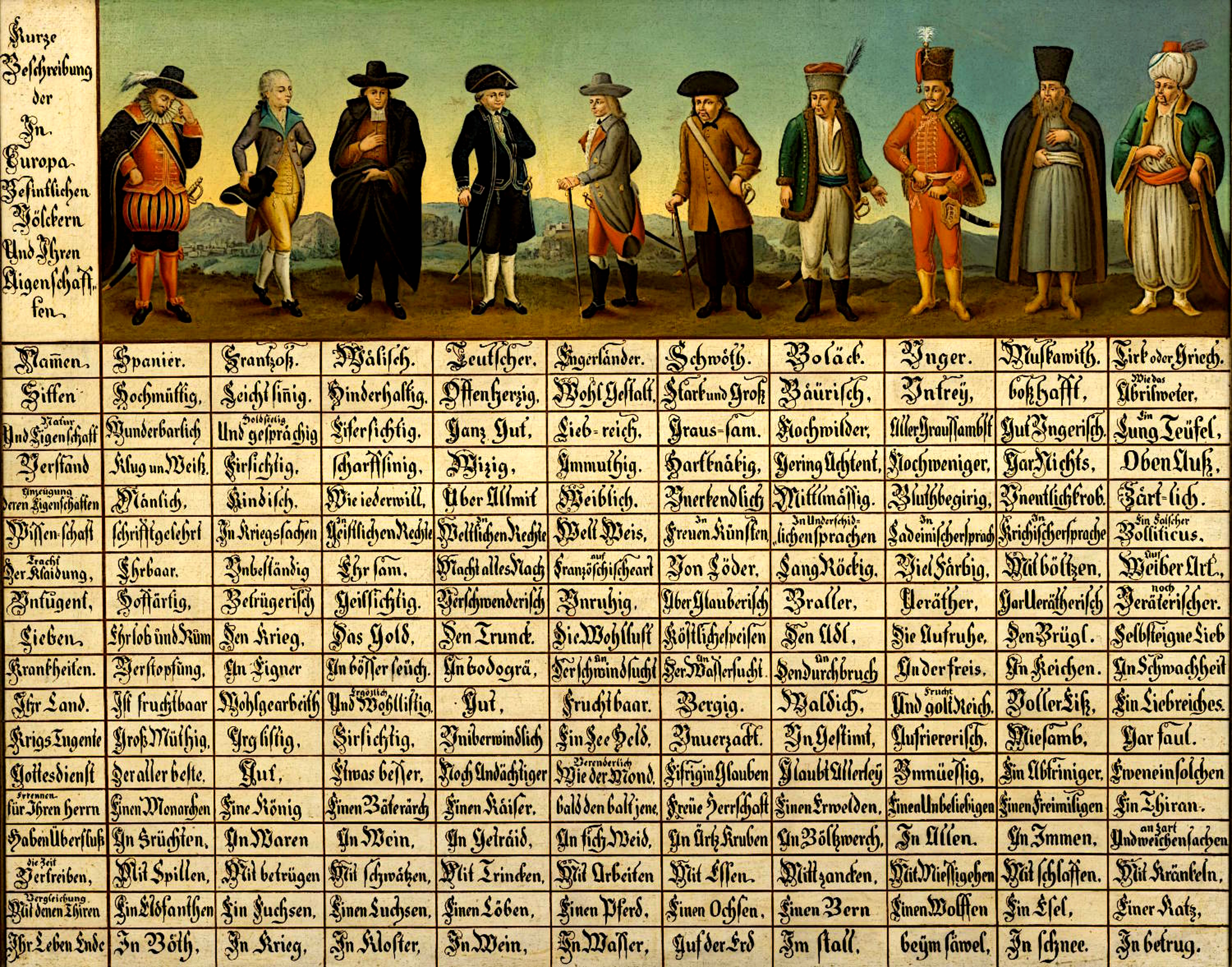
Népek táblázata (Völkertafel) 1725-ből. Az ismeretlen szerzőjű festmény egy illusztrált összeállítás az európai népekről, ami egy táblázatban feltünteti, hogy milyen különböző tulajdonságokkal rendelkezik 10 nép. Felsorolja a jellemző korabeli etnikai sztereotípiákat

A nemzettudat kialakulásával erősödnek a saját nemzetről képzett pozitív nézetek, az etnocentrizmus, illetve ezzel párhuzamosan a más nemzetektől való elhatárolódás, az azokat illető kritika. Ennek végső alapja egész természetes emberi, sőt biológiai érzet, az idegenektől való óvakodás. Az ilyen érzések fellángolása, idegengyűlöletbe fordulása vagy többé-kevésbé ártatlan etnikai sztereotípiákként való fennmaradása, illetve elhalványulása már erősen politikafüggő.